# Wilhelm Georg Ludwig Ouvrier
Wilhelm Georg Ludwig Ouvrier (* 16. März 1791 in Gießen; † 9. Oktober 1854 in Darmstadt) war Verwaltungsbeamter und Richter im Großherzogtum Hessen.

## Familie
Sein Vater war Ludwig Benjamin Ouvrier (1733–1792), Superintendent und Professor für Theologie an der Universität Gießen, seine Mutter Maria Friederike geborene Miltenberger.
Wilhelm Georg Ludwig Ouvrier war zwei Mal verheiratet:
- zunächst seit 1815 mit Henriette Friederike Karoline Sophie Sonnemann (* 1794), Tochter des Majors und Landbaumeisters Georg Friedrich Sonnemann,
- dann mit Marianne Henriette Julie Stockhausen (1801–1872), Tochter des Johann Friedrich Christoph Stockhausen zu Sprendlingen.[2]

## Karriere
Wilhelm Georg Ludwig Ouvrier studierte Rechtswissenschaften an der Universität Gießen und begann seine berufliche Laufbahn 1812 als Regierungsakzessist, und Advokat am Hofgericht Gießen. 1814 wurde er Schultheiß des Amtes Bingenheim, 1818 wechselte er in gleicher Funktion und mit dem Titel eines Justizamtmanns zum Amt Schotten. Im Zuge der Justiz- und Verwaltungsreform von 1821 im Großherzogtum wurden auch auf unterer Ebene Rechtsprechung und Verwaltung getrennt und die Aufgaben der überkommenen Ämter in Landratsbezirken (zuständig für die Verwaltung) und Landgerichtsbezirken (zuständig für die Rechtsprechung) neu organisiert. Auch das Amt Schotten wurde aufgelöst. Wilhelm Georg Ludwig Ouvrier erhielt deshalb 1821 die Stelle des Landrats des Landratsbezirks Nidda und wurde 1827 Landrat in Gießen. In der Gebietsreform 1832 wurden die Landratsbezirke wieder aufgelöst und zu größeren Kreisen zusammengelegt. Wilhelm Georg Ludwig Ouvrier wurde nun Kreisrat des Kreises Grünberg. Mit der durch die Revolution von 1848 im Großherzogtum Hessen ausgelösten Verwaltungsreform wurden Regierungsbezirke gebildet und die Kreise aufgelöst. Ouvrier wurde nun als Dirigent der Regierungskommission Chef des kollegialen Führungsgremiums im Regierungsbezirk Friedberg. Seine Kollegen waren Wilhelm Rautenbusch, zuletzt Kreisrat des Kreises Heppenheim, und Johann Valentin Krach, zuletzt Kreissekretär des Kreises Friedberg. Mit dem Sieg der Reaktion unter Ministerpräsident Reinhard Carl Friedrich von Dalwigk wurde die Verwaltungsreform 1852 wieder rückgängig gemacht, die alte Verwaltungsstruktur weitgehend wieder hergestellt und der Regierungsbezirk Friedberg aufgelöst. Die Stelle des Dirigenten entfiel. Ouvrier wechselte daraufhin als Richter an den Administrativ-Justiz- und Lehnhof (Verwaltungsgericht) nach Darmstadt.

## Ehrungen
- 1839 Ritterkreuz I. Klasse des Großherzoglich Hessischen Ludwigsordens
- 1853 Geheimer Regierungsrat[7]